# John Henry Tihen
John Henry Tihen (* 14. Juli 1861 in Oldenburg, Indiana; † 14. Januar 1940 in Denver, Colorado) war ein US-amerikanischer römisch-katholischer Geistlicher. Tihen war zuletzt Bischof des Bistums Denver.

## Leben
John Henry Tihens Eltern, Herman und Angela Tihen, waren deutsche Einwanderer. Als Kind zog er mit ihnen von Indiana nach Jefferson City im US-Bundesstaat Missouri, wo er Konfessionsschulen besuchte. Nachdem er seinen Abschluss am Benedictine College in Atchison (Kansas) erworben hatte, trat er 1882 ins Saint Francis de Sales Seminary, ein Priesterseminar in Milwaukee (Wisconsin), ein. Am 26. April 1886 wurde er von Michael Heiß, dem Erzbischof des Erzbistums Milwaukee, zum Priester geweiht.
Danach zog er zurück nach Missouri, wo er bis 1888 als Kurat an der St. John's Church in St. Louis beschäftigt war. Als John Joseph Hennessy im Jahr 1888 zum ersten Bischof des Bistums Wichita ernannt wurde, folgte ihm Tihen. Er diente als Berater des neuen Bischofs und Kanzler der Diözese. 1907 wurde er zum Generalvikar ernannt und erhielt den Titel Monsignore.
Am 12. Mai 1911 ernannte ihn Papst Pius X. zum Bischof des Bistums Lincoln in Nebraska. Am 6. Juli desselben Jahres wurde er von Bischof Hennessy zum Bischof geweiht. Mitkonsekratoren waren die Bischöfe Nicholas Chrysostom Matz und Richard Scannell. Tihen war danach sechs Jahre lang, bis 1917, in Lincoln als Bischof tätig. Als Bischof Matz im August 1917 starb, wurde Tihen am 21. September 1917 von Papst Benedikt XV. zum neuen Bischof von Denver bestimmt. Sein neues Amt trat er am 21. Dezember 1917 an.
Während des Ersten Weltkriegs unterstützte Tihen Liberty Bonds (Kriegsanleihen), organisierte Schüler an katholischen Schulen in der so genannten U.S. Boys Working Reserve und unterstützte das Rote Kreuz. 1919 wurde er auf Initiative des Denverer Bürgermeisters Mills Delegierter im Völkerbund. Auch zählte Tihen zu den aktiven Gegnern des Ku-Klux-Klans.
Während seiner Amtszeit gründete er 18 Konfessionsschulen, ließ 41 Kirchen errichten, gründete drei Krankenhäuser und ein Waisenhaus. Dienten zu Beginn seiner Amtszeit 174 Priester in seiner Diözese, waren es zuletzt 229.
Am 6. Januar 1931 nahm Papst Pius XI. das Rücktrittsgesuch von Bischof Tihen an. Er wurde unmittelbar darauf zum Titularbischof von Bosana ernannt.
Im März 1938 erlitt er einen Schlaganfall, in dessen Folge er gelähmt blieb. Er starb eineinhalb Jahre später, im Januar 1940, 78-jährig, in Denver.